# Мирне (Жамбильський район)
Ми́рне (каз. Мирное) — село у складі Жамбильського району Північноказахстанської області Казахстану. Адміністративний центр Мирного сільського округу.
Населення — 416 осіб (2021; 575 у 2009, 1003 у 1999, 1502 у 1989).
Національний склад станом на 1989 рік:
- росіяни — 53 %
- німці — 20 %.